# Ornithospila succincta
Ornithospila succincta là một loài bướm đêm trong họ Geometridae.